# 育空地区行政长官
育空地区行政长官或译为地区总理、地区省长（英语：Premier of Yukon）是加拿大育空地区的政府首脑。其由育空地区专员委任，并成为地区政府行政会议（Executive Council，即内阁）的主席。
现任行政长官为蘭吉·皮萊（Ranj Pillai）；他于2023年1月14日就任。